# Фотонна епоха
У фізичній космології фотонна епоха, або епоха фотонів — це період в еволюції раннього Всесвіту, протягом якого фотони домінували в енергії Всесвіту. Фотонна епоха розпочалась після того, як більшість лептонів та антилептонів взаємно анігілювались наприкінці лептонної епохи, приблизно 10 секунд після Великого вибуху. У процесі нуклеосинтезу утворилися атомні ядра — це відбулось протягом перших кількох хвилин фотонної епохи. Протягом решти цієї епохи Всесвіт містив гарячу густу плазму з атомних ядер, електронів та фотонів. Приблизно через 377 000 років (1,19×1013 с) після Великого вибуху температура Всесвіту спала до рівня, коли ядра змогли захоплювати електрони та створювати нейтральні атоми. Як результат, фотони стали вже не так часто взаємодіяти з речовиною, Всесвіт став прозорим, почало поширюватись фонове космічне випромінювання, і згодом відбулося формування великомасштабної структури Всесвіту.